# 17176 Viktorov
A 17176 Viktorov (ideiglenes jelöléssel 1999 SH17) a Naprendszer kisbolygóövében található aszteroida. A LINEAR projekt keretében fedezték fel 1999. szeptember 30-án.